# Кититас (окръг)
Окръг Кититас (на английски: Kittitas County) е окръг в щата Вашингтон, Съединени американски щати. Площта му е 6042 km², а населението – 46 205 души (2017). Административен център е град Елънсбърг.

## Градове
- Кли Елъм